# 六號格林伍德鎮區 (北卡羅萊納州穆爾縣)
六號格林伍德鎮區（英語：Township 6, Greenwood）是位於美國北卡羅萊納州穆爾縣的一個鎮區。

## 地方資料
六號格林伍德鎮區的面積為114.74平方千米，皆為陸地。根據2020年美國人口普查的數據，當地共有人口3437人，而人口密度為每平方千米29.95人。